# C. Abbayne
C. Abbayne war ein englischer Landschaftsmaler des 19. Jahrhunderts.
Abbayne war in London ansässig. Von ihm stammen überwiegend Landschaftsdarstellungen. 1857 stellte er in der Royal Academy of Arts das Bild Two Windmills aus.